# Ruataniwha Conservation Park
Der Ruataniwha Conservation Park ist ein Naturschutzpark in der Region Canterbury auf der Südinsel von Neuseeland. Der Park untersteht dem Department of Conservation.

## Geographie
Der Ruataniwha Conservation Park befindet sich westlich des Lake Pukaki und nördlich des Lake Ōhau, in Teilen der Ben Ohau Range, der Neumann Range und der Barrier Range. Der Park setzt sich zusammen aus 12 voneinander getrennten einzelnen Flächen, wobei das Gebiet, das sich über Teile der Ben Ohau Range erstreckt, mit einer Länge von rund 31 km und eine maximale Breite von rund 14 km, mit Abstand die größte aller Flächen des Parks darstellt. Zusammengefasst kommt der Park laut dem Department of Conservation auf eine Größe von über 36.800 Hektar, wogegen der ehemalige Parlamentarier der New Zealand Labour Party  und beigeordneter Minister für den Naturschutz, Mahara Okeroa, im Jahr 2006 die Fläche mit über 37.000 Hektar bezifferte.

## Geschichte
Mitte Juli 2006 wurde der Ruataniwha Conservation Park von Mahara Okeroa feierlich eröffnet. Okeroa verwies dabei besonders auf den Namen des Parks, der in der Tradition der Māori eine über 400-jährige Geschichte hat und mit dem Umland des Parks direkt verbunden ist.